# سوبر كيك بي (معجل جسيمات)

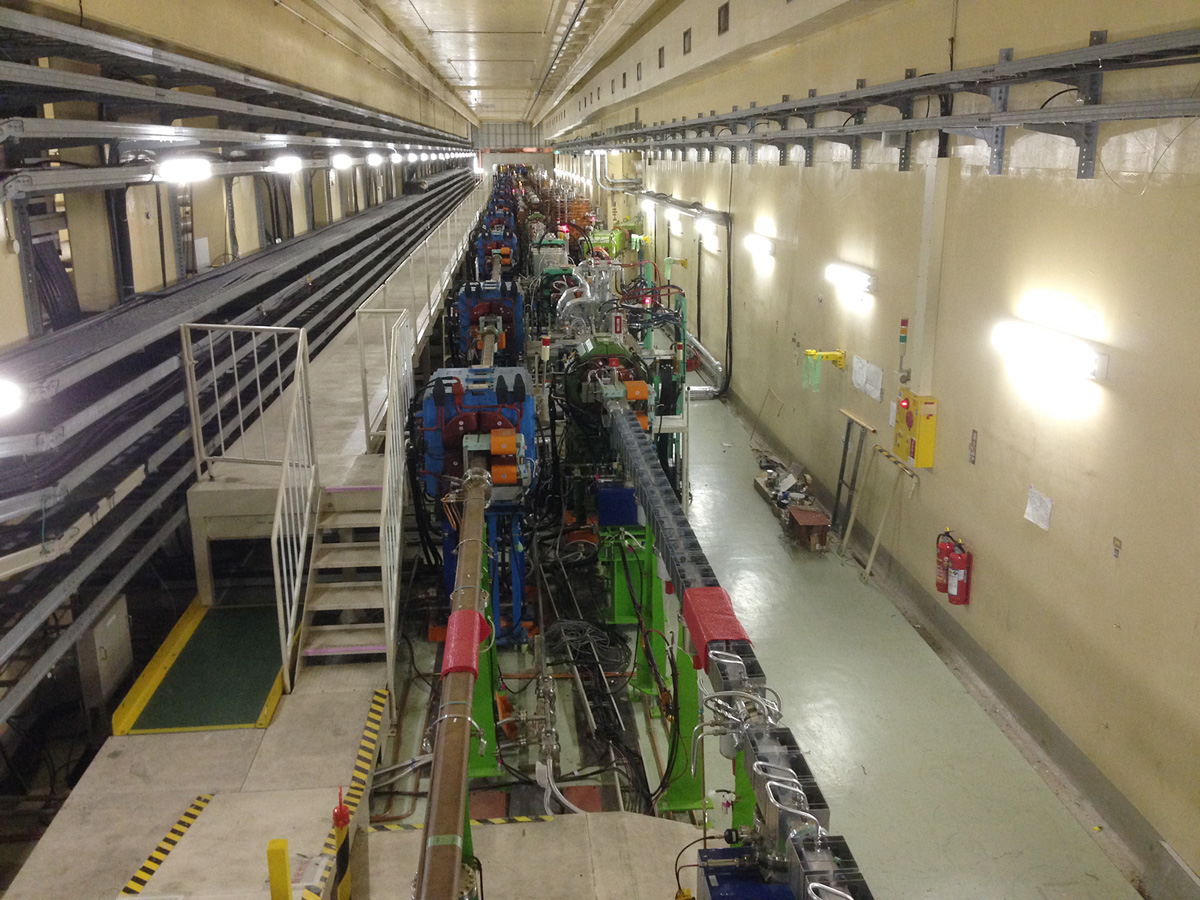

سوبر كيك-بي (بالإنجليزية:SuperKEKB) هو معجل ومصادم جسيمات تابع لوكالة كيك (وكالة بحوث معجلات الطاقة العالية) الواقعة في مدينة تسوكوبا محافظة ايباراكي في اليابان، يقوم المصادم بصدم الالكترونات مع البوزترونات بمركز زخم طاقته قريبة من كتلة مذبذب ميزون ابسلون (Υ(4S ويمثل الجيل الثاني من تجميعة ألاجهزة التي تسمى «مصنع بي» الذي تم اعداده من اجل تجربة بيل الثانية ، تم تسيير أول حزم البروتونات والالكترونات في المعجل في فبراير 2016 ، وحصل التصادم الأول في السادس والعشرين من أبريل 2018.

## الوصف
صمم سوبر كيك-بي من اجل زيادة فاعلية الكشف عن مصادم كيك-بي السابق، بالظروف الاعتيادية يعجل سوبر كيك-بي البوزترونات بطاقة تساوي {\displaystyle 4GeV} والالكترونات بطاقة {\displaystyle 7GeV} (مقارنةً بمعجل كيك-بي الذي كان يعجلهم بطاقة {\displaystyle 3.5GeV} و {\displaystyle 8GeV} على التوالي)، وطاقة مركز زخم التصادمات التي يوفرها المعجل تقارن بكتلة مذبذب ميزون ابسلون (Υ(4S والتي تساوي{\displaystyle 10.57GeV/c^{2}} كما يمكنه العمل لفترات قصيرة بطاقات مذبذات Y الأخرى، من اجل توفير عينات من جسيمات بي-ميزون والباريونات، والغير تناظرية بحزم الطاقة تحول نسبية تحويلات لورانتز إلى ميزونات بي في المصادم، اتجاه الحزمة ذات الطاقة الاعلى يتم اخذه إلى الامام ويتم الكشف عن التأثيرات باستخدام كاشف بيل الثاني.
وكما الحال في معجل كيك-بي يملك معجل سوبر كيك-بي مسارين حلقيين كبيرين احدهما لتعجيل حزم الالكترونات ذات الطاقات العالية ويطلق عليه حلقة الطاقة العالية HER ، والمسار الآخر تعجل فيه حزمة البوزترونات ذات الطاقة المنخفضة ويسمى حلقة الطاقة المنخفضة LER ، حيث يشكل المسرع دائرة محيطها 3016 متر مع أربعة اقسام مستقيمة يحتوي كل منها غرفة تصادم في مركزه والتي يطلق عليها «تسوكوبا»، «اوهو»، «فوجي» و «نيكّو»، وتجرى تجربة بيل الثانية في حجرة تسوكوبا.

## لمعان
يصل وميض الهدف في مصادم كيك-بي إلى {\displaystyle 8\times 10^{35}cm^{-2}s^{-1}} وهو ما يعادل 40 مرة أكبر من الوميض في مصادم كيك-بي، وتم التطوير بفعل «مشروع الحزم النانوية» الذي كان من المقرر استخدامه في تجربة سوبر-بي الا أن التجربة ألغيت، وفي مشروع حزم النانو يتم عَصر الحزم بالاتجاه العمودي بحيث تزداد زاوية التقاطع، مما يقلل من مساحة التقاطع، والوميض ايضاً سيتضاعف بسبب تيار حزمة أكبر مما كان في مصادم كيك-بي. يتم توجيه بؤرة وزاوية التصادم بواسطة مغناطيسيين فائقي التوصيل رباعيا الاقطاب موجودان في غرف التصادم تم تركيبهما في فبراير من عام 2017.

## روابط خارجية
- الموقع الرسمي لسوبر كيك بي
- موقع منظمة كيك
- صفحة سوبر كيك على موقع انسباير
- صفحة تجربة بيل الثانية على موقع انسباير